# Космічний центр Мухаммеда бін Рашида
Космічний центр Мухаммеда бін Рашида (англ. Mohammed bin Rashid Space Centre MBRSC, араб. مركز محمد بن راشد للفضاء, трансліт. markaz Muḥammad bin Rāshid lil-faḍāʾ ‎, до складу якого входить Еміратський інститут передових наук і технологій (EIAST) , є урядовою організацією Дубая, що працює над космічною програмою ОАЕ, яка включає різні космічні супутникові проекти. Центр активно працює над просуванням космічної науки та досліджень у регіоні  .
Мохаммед бін Рашид Аль Мактум, віце-президент і прем'єр-міністр Об'єднаних Арабських Еміратів, а також правитель Дубая, заснував Еміратський інститут передової науки та техніки (EIAST) 6 лютого 2006  . 17 квітня 2015 року Аль Мактум видав закон про створення космічного центру Мухаммеда бін Рашида, включивши до нього EIAST  .
MBRSC робить внесок у розвиток різних напрямів в Об'єднаних Арабських Еміратах та по всьому світу, використовуючи дані з супутників ОАЕ та різних досліджень, пов'язаних з космічною наукою. Центр перебуває на передньому краї просування космічної науки та наукових досліджень в ОАЕ та регіоні  . MBRSC також надає підтримку різним організаціям в управлінні стихійними лихами, рятувальними місіями, моніторингом навколишнього середовища та плануванням території з використанням зображень Землі, відправлених із супутників ОАЕ, включаючи DubaiSat-1 та DubaiSat-2  .

## Історія створення
Для створення науково-дослідної та заснованої на знаннях економіки в Об'єднаних Арабських Еміратах у 2015 році Мохаммед бін Рашид Аль Мактум видав закон про створення Космічного центру Мохаммеда бен Рашида. MBRSC було доручено підтримати дослідження країни у сфері космосу; здійснювати нагляд за проєктуванням, виробництвом та запуском супутників ОАЕ.
У червні 2015 року він видав указ про призначення Хамдана бін Мохаммеда Аль Мактума, наслідного принца Дубая, головою та генеральним керівником стратегічних планів та проєктів MBRSC.
Разом зі створенням Космічного центру ім. Мухаммеда бін Рашида, шейх Мухаммед також видав закон про приєднання центру до Еміратського інституту передової науки й техніки (EIAST) з центром, як один з його дочірніх установ. У рамках закону, EIAST здійснюватиме й виконуватиме політику, плани та рішення, встановлені Космічним центром Мухаммеда бін Рашида. Створено Раду директорів Космічного центру Мухаммеда бін Рашида. Головою Ради був призначений Хамад Обейд аль-Шейх Аль-Мансурі, заступником Голови став Юсеф Ахмед Аль-Шайбані, а Мансур Абдулла Бастакі, Мохаммед Саїф Аль-Мікбалі та Мансур Джума Бу Осаїба були призначені радниками
Центр просуває космічні технології та наукові дослідження в регіоні, реалізовуючи інноваційні космічні проекти та програми .

## Діяльність
Штаб-квартира Космічного центру Мухаммеда бін Рашида розташований в Ель-Хаванідж  , в Дубаї. Об'єкт також включає Чисту кімнату для проектування та виготовлення різних космічних супутників, над якими працює MBRSC  .
Чиста кімната була виготовлена для забезпечення безперебійного виконання всіх проектів з виробництва супутників і розробки зонда Надії  . Всі поточні проекти, включаючи виготовлення супутників спостереження Землі, включаючи KhalifaSat та Nayif-1, поряд з розробкою зонда Хоупа, виконуються в чистій кімнаті інженерами Emirati  .
Перший супутник, DubaiSat-1, був запущений 29 липня 2009 з космодрому Байконур в Казахстані, за допомогою ракети-носія Дніпро і з того часу центр нарощує свій досвід у виробництві супутників з використанням передових технологій для поліпшення досліджень і розробок  .

### Пілотована космонавтика
25 вересня 2019 - на Міжнародну космічну станцію, на російському космічному кораблі «Союз МС-15 » був відправлений перший космонавт ОАЕ Хаззаа Аль-Мансурі . Він провів на МКС вісім днів і 3 жовтня повернувся на землю на кораблі "Союз МС-12 "  .

### Міжпланетні станції
19 липня 2020 року, о 21:58:14 UTC, з космічного центру Танегасіма на японській ракеті H-IIA вирушив зонд "Аль-Амаль" для вивчення Марса.
На 2024 запланована відправка на Місяць місяцехода «Рашид »  з японським посадковим модулем, в Озеро Сновидінь . Другий місяцехід, «Рашид-2 », стартує в 2026 році в область Південного полюса Місяця, разом з китайською станцією «Чан'е-7 »  .

## Періодичні видання
Офіційний журнал MBRSC називається «Маджарат», який виходить двічі на місяць і присвячений поширенню знань про космічну науку та техніку, що орієнтує нове покоління Об'єднаних Арабських Еміратів на кар'єру в космічній науці або наукових дослідженнях. Журнал видається арабською та англійською мовами, для населення ОАЕ, і в ньому представлені багато відомих діячів світової космічної індустрії, у тому числі Фарук ель-Баз, Керолайн Порко, Стівен Сквайрс, Френк Дрейк, Нуреддін Мелікечі та астронавт НАСА Террі Віртс .

## Галерея
Нижче наведено деякі супутникові знімки, зроблені DubaiSat-1 :

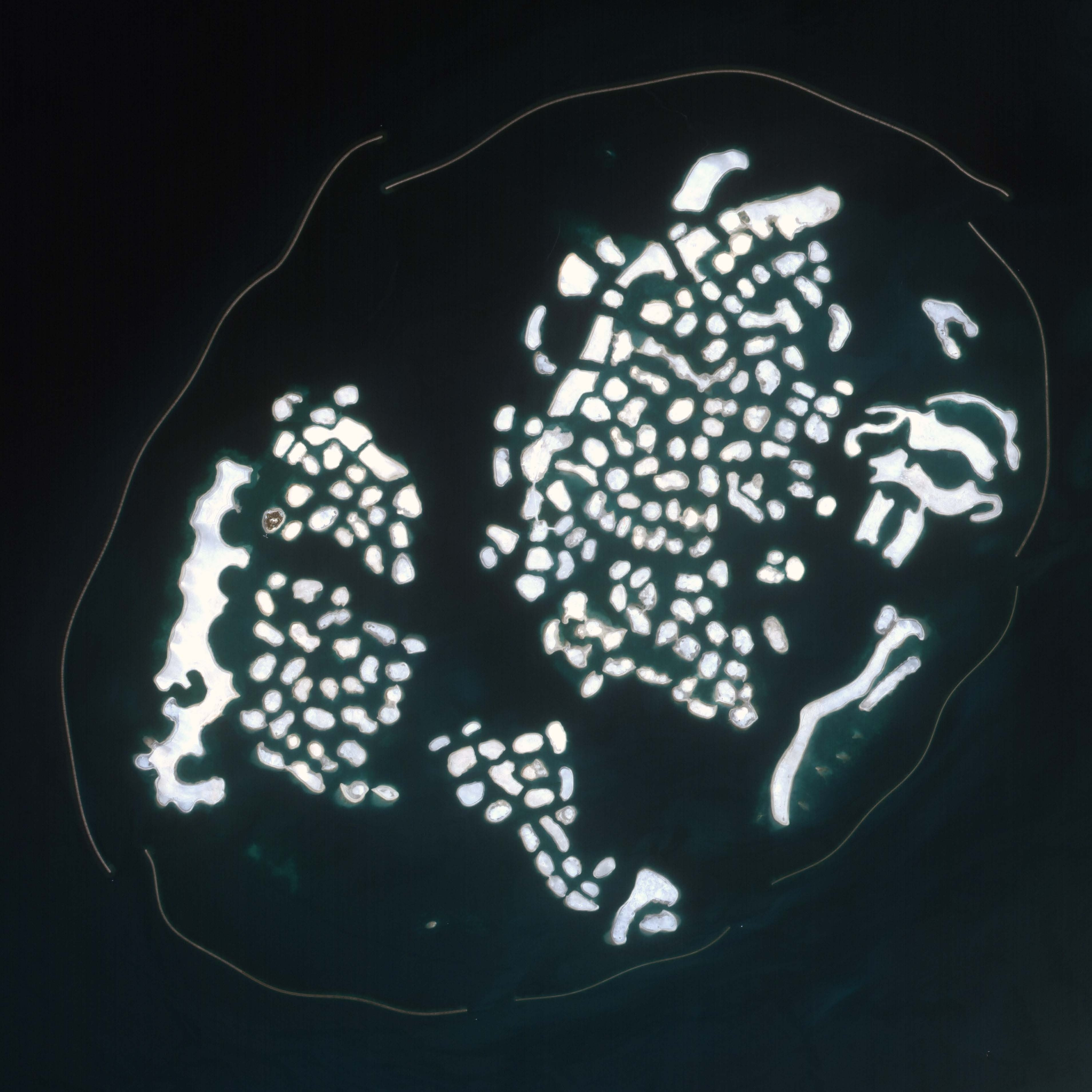
Супутниковий знімок архіпелагу Світ
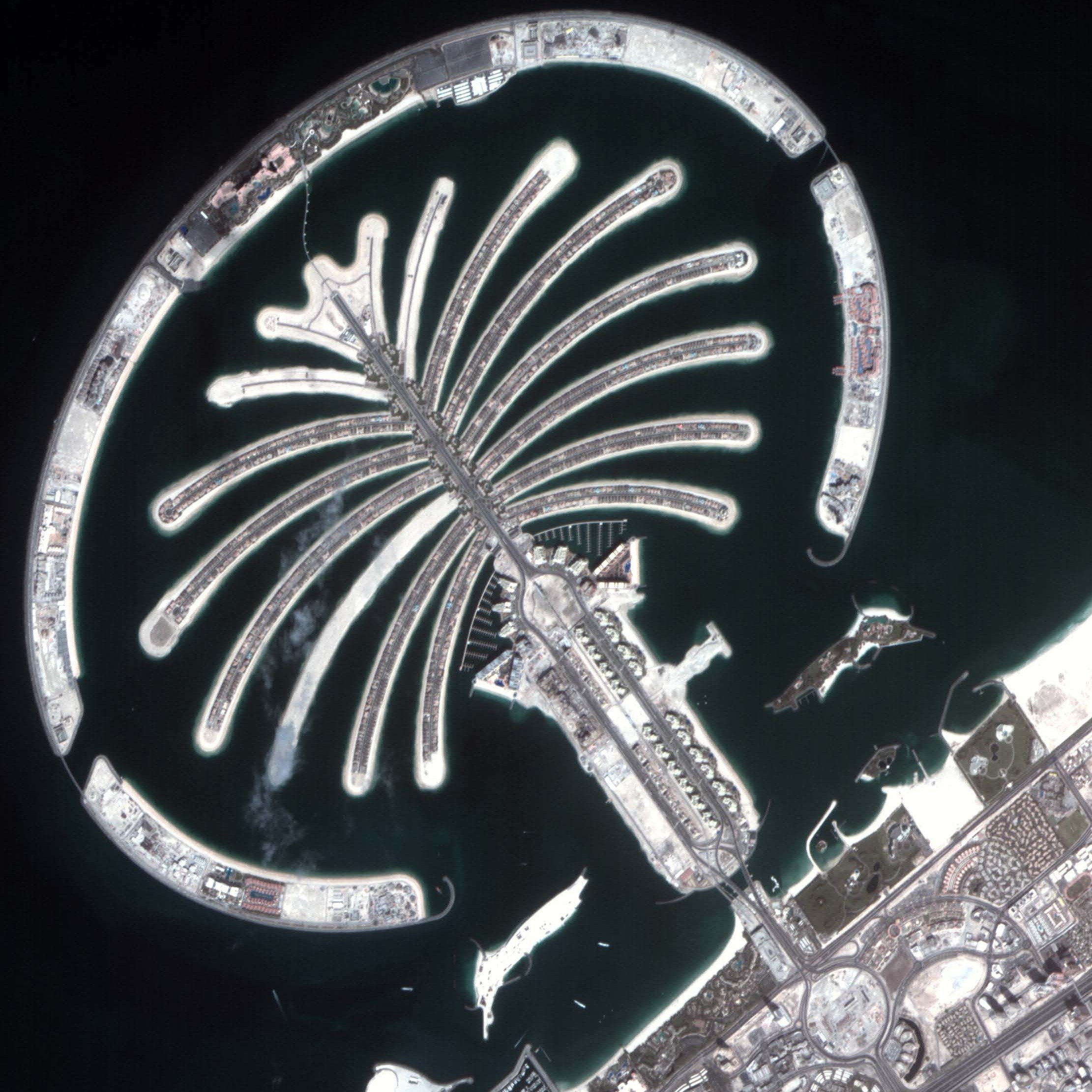
Супутниковий знімок Палм-Джумейра
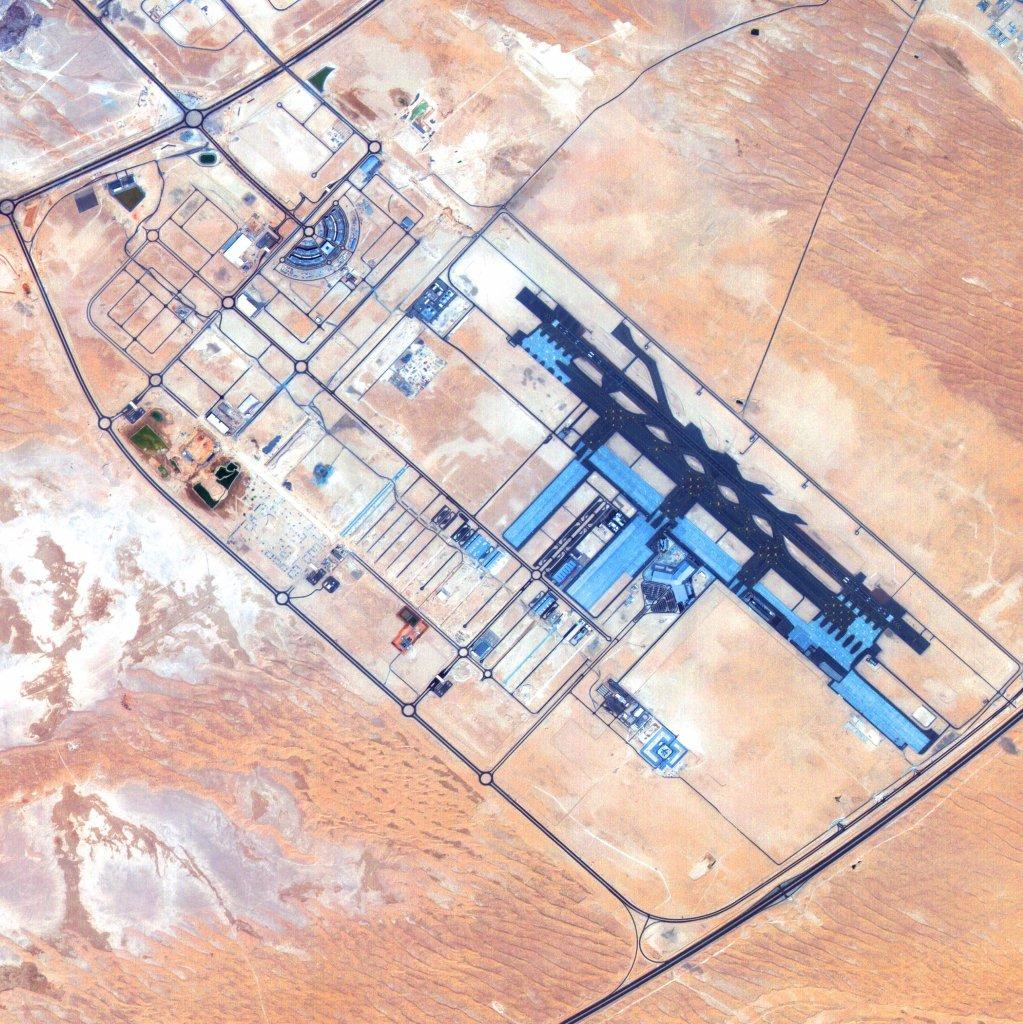
Супутниковий знімок аеропорту аеропорт Аль Мактум
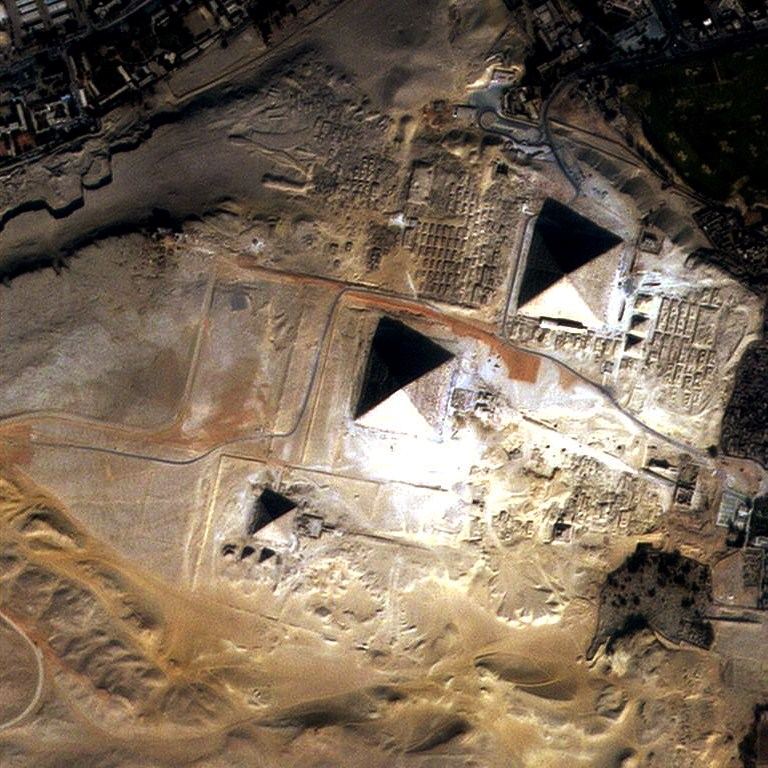
Супутниковий знімок пірамід у Гізі
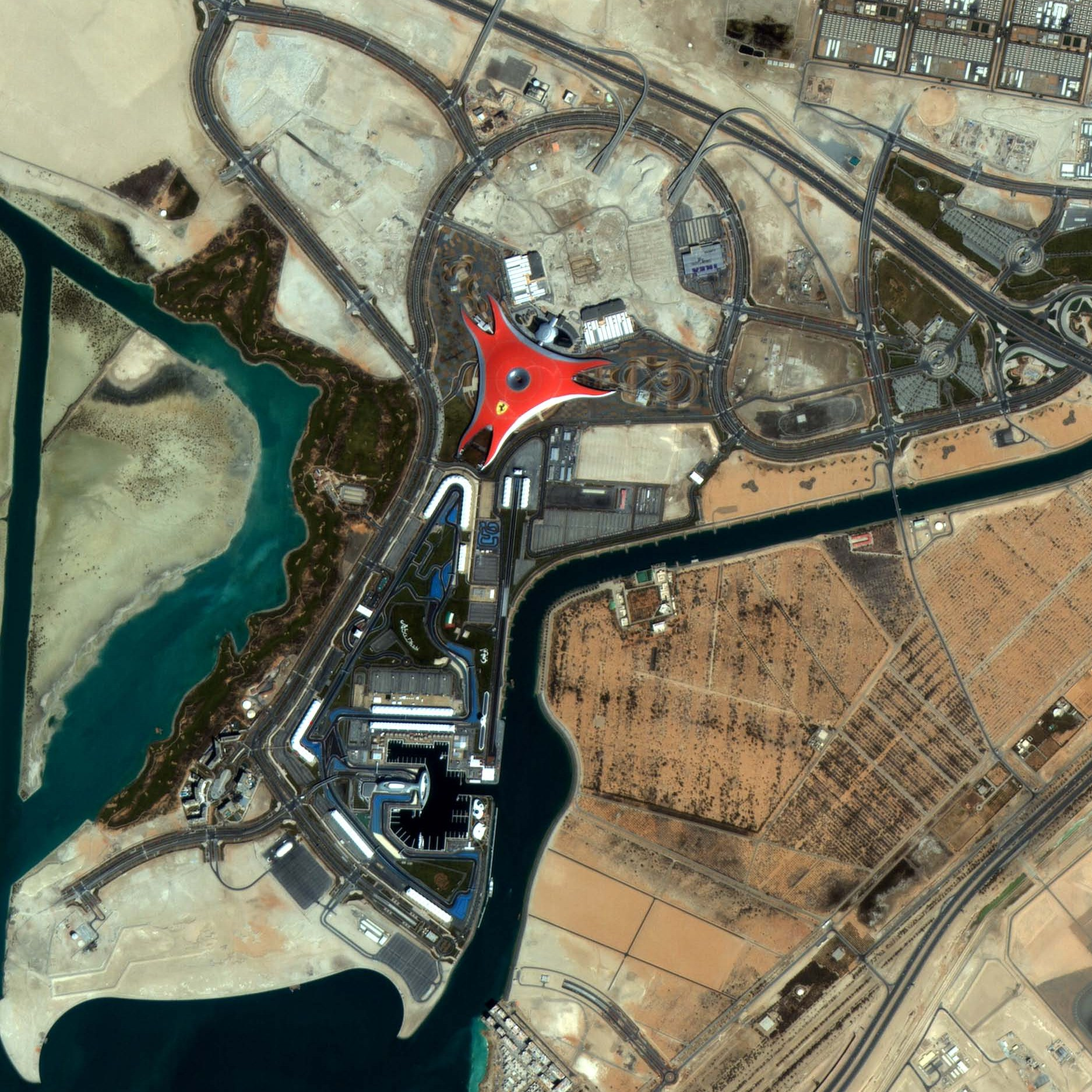
Супутниковий знімок Ferrari World в Абу Дабі
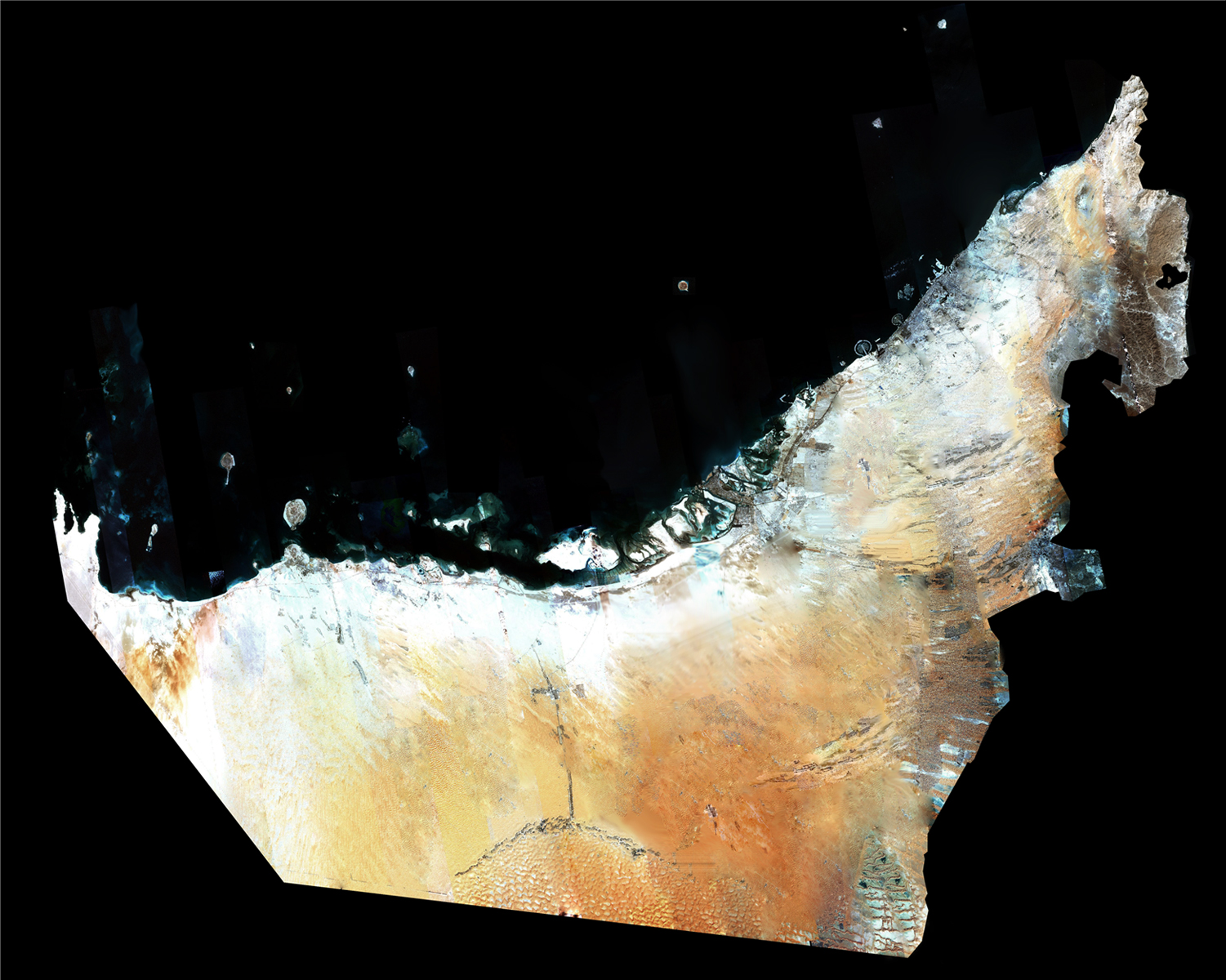
Супутниковий знімок ОАЕ